# Quận (Việt Nam)

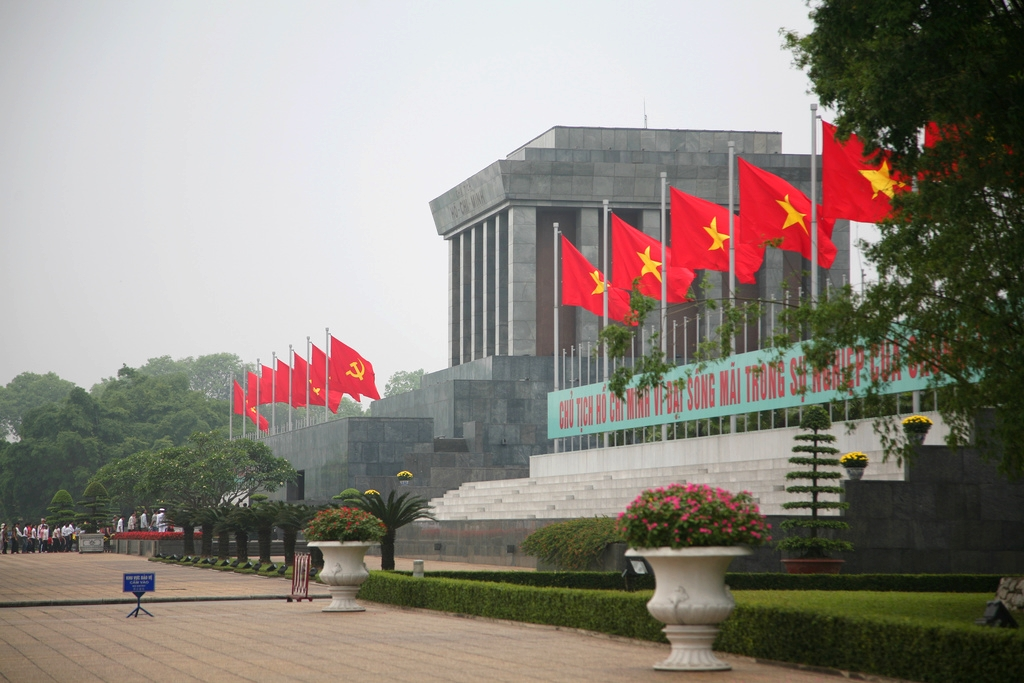
Lăng Chủ tịch Hồ Chí Minh ở quận Ba Đình, thành phố Hà Nội

Quận là một loại đơn vị hành chính cấp huyện từng tồn tại ở Việt Nam. Theo phân cấp hành chính trước khi bãi bỏ, quận chỉ có ở các thành phố trực thuộc trung ương. Các quận thường là khu vực nội thành của các thành phố này, hiếm khi hoặc có ít quận là ngoại thành của Thành phố. Dưới quận lại được chia thành nhiều phường. Cấp hành chính này đã bị bãi bỏ vào ngày 16 tháng 6 năm 2025.
Tính tới thời điểm ngày 1 tháng 1 năm 2025, Việt Nam có 49 quận.

## Quy định trong luật pháp

Phân cấp hành chính Việt Nam theo Hiến pháp 2013 và Luật Tổ chức chính quyền địa phương 2015 (sửa đổi 2019)

### Cấp hành chính
- Trong Hiến pháp 2013, Chương IX: Chính quyền địa phương[1], Khoản 1 Điều 110 có viết:

1. Các đơn vị hành chính của nước Cộng hòa xã hội chủ nghĩa Việt Nam được phân định như sau:
Nước chia thành tỉnh, thành phố trực thuộc trung ương;
Tỉnh chia thành huyện, thị xã và thành phố thuộc tỉnh; thành phố trực thuộc trung ương chia thành quận, huyện, thị xã và đơn vị hành chính tương đương;
Huyện chia thành xã, thị trấn; thị xã và thành phố thuộc tỉnh chia thành phường và xã; quận chia thành phường.
Đơn vị hành chính - kinh tế đặc biệt do Quốc hội thành lập.

- Trong Luật Tổ chức chính quyền địa phương 2015[2] (sửa đổi, bổ sung 2019[3]), quy định tại Điều 2: Đơn vị hành chính, Chương I: Những quy định chung:

Các đơn vị hành chính của nước Cộng hòa xã hội chủ nghĩa Việt Nam gồm có:
1. Tỉnh, thành phố trực thuộc trung ương (sau đây gọi chung là cấp tỉnh);
2. Huyện, quận, thị xã, thành phố thuộc tỉnh, thành phố thuộc thành phố trực thuộc trung ương (sau đây gọi chung là cấp huyện);
3. Xã, phường, thị trấn (sau đây gọi chung là cấp xã);
4. Đơn vị hành chính - kinh tế đặc biệt.

Như vậy, quận nằm ở cấp hành chính thứ hai trong 3 cấp hành chính (cấp tỉnh, cấp huyện, cấp xã) của Việt Nam.

### Phân loại
Theo Nghị định số 15/2007/NĐ-CP của Chính phủ về phân loại đơn vị hành chính cấp tỉnh và cấp huyện thì quận thuộc thủ đô Hà Nội và quận thuộc Thành phố Hồ Chí Minh là đơn vị hành chính cấp huyện loại I. Đây là các quận có dân số và mật độ dân số cao, tính chất quản lý nhà nước về đô thị phức tạp và khó khăn, đạt tỷ lệ thu chi cân đối ngân sách hàng năm cao, là đơn vị hành chính cấp huyện thuộc đô thị loại đặc biệt. Quận thuộc các thành phố trực thuộc trung ương khác được phân loại bằng cách tính điểm dựa theo các tiêu chí: dân số, diện tích tự nhiên, các yếu tố đặc thù.

### Tiêu chuẩn của đơn vị hành chính
Theo Nghị quyết số 1211/2016/UBTVQH13 của Ủy ban Thường vụ Quốc hội ban hành năm 2016, tại Điều 7, Mục 2: Tiêu chuẩn của đơn vị hành chính đô thị, Chương I: Tiêu chuẩn của đơn vị hành chính thì một quận cần phải đáp ứng các tiêu chuẩn như sau:

Điều 7. Tiêu chuẩn của quận
1. Quy mô dân số từ 150.000 người trở lên.
2. Diện tích tự nhiên từ 35 km² trở lên.
3. Số đơn vị hành chính trực thuộc (phường) có từ 12 đơn vị trở lên.
4. Cơ cấu và trình độ phát triển kinh tế - xã hội đạt quy định tại Phụ lục 1 ban hành kèm theo Nghị quyết này.
5. Hệ thống cơ sở hạ tầng đô thị đạt quy định tại Phụ lục 2 ban hành kèm theo Nghị quyết số 1210/2016/UBTVQH13 về phân loại đô thị.

## Danh sách quận trước khi giải thể
| Số | Tên quận     | Trực thuộc            | Năm thành lập | Dân số (người) | Diện tích (km²) | Mật độ (người/km²) | Số phường |
| -- | ------------ | --------------------- | ------------- | -------------- | --------------- | ------------------ | --------- |
| 1  | Quận 1       | Thành phố Hồ Chí Minh | 1889          | 142.625        | 7,72            | 18.475             | 10        |
| 2  | Quận 3       | Thành phố Hồ Chí Minh | 1920          | 190.375        | 4,92            | 38.694             | 10        |
| 3  | Quận 4       | Thành phố Hồ Chí Minh | 1931          | 175.329        | 4,18            | 41.945             | 10        |
| 4  | Quận 5       | Thành phố Hồ Chí Minh | 1931          | 159.073        | 4,27            | 37.253             | 10        |
| 5  | Quận 6       | Thành phố Hồ Chí Minh | 1931          | 233.561        | 7,14            | 32.712             | 10        |
| 6  | Quận 7       | Thành phố Hồ Chí Minh | 1997          | 360.155        | 35,69           | 10.091             | 10        |
| 7  | Quận 8       | Thành phố Hồ Chí Minh | 1931          | 424.667        | 19,11           | 22.222             | 10        |
| 8  | Quận 10      | Thành phố Hồ Chí Minh | 1969          | 234.819        | 5,72            | 41.052             | 11        |
| 9  | Quận 11      | Thành phố Hồ Chí Minh | 1969          | 209.867        | 5,14            | 40.830             | 10        |
| 10 | Quận 12      | Thành phố Hồ Chí Minh | 1997          | 620.146        | 52,74           | 11.759             | 11        |
| 11 | An Dương     | Hải Phòng             | 2025          | 171.227        | 78,96           | 2.169              | 10        |
| 12 | Ba Đình      | Hà Nội                | 1961          | 226.315        | 9,21            | 24.573             | 13        |
| 13 | Bắc Từ Liêm  | Hà Nội                | 2013          | 354.364        | 45,24           | 7.833              | 13        |
| 14 | Bình Tân     | Thành phố Hồ Chí Minh | 2003          | 784.173        | 52,02           | 15.074             | 10        |
| 15 | Bình Thạnh   | Thành phố Hồ Chí Minh | 1975          | 499.164        | 20,78           | 24.021             | 15        |
| 16 | Bình Thủy    | Cần Thơ               | 2004          | 172.317        | 70,60           | 2.441              | 8         |
| 17 | Cái Răng     | Cần Thơ               | 2004          | 105.740        | 62,53           | 1.691              | 7         |
| 18 | Cầu Giấy     | Hà Nội                | 1997          | 294.235        | 12,44           | 23.652             | 8         |
| 19 | Cẩm Lệ       | Đà Nẵng               | 2005          | 159.295        | 36,00           | 4.425              | 6         |
| 20 | Dương Kinh   | Hải Phòng             | 2007          | 61.645         | 48,85           | 1.317              | 6         |
| 21 | Đống Đa      | Hà Nội                | 1961          | 376.709        | 9,95            | 37.860             | 17        |
| 22 | Đồ Sơn       | Hải Phòng             | 2007          | 54.175         | 42,37           | 1.169              | 6         |
| 23 | Gò Vấp       | Thành phố Hồ Chí Minh | 1976          | 676.899        | 19,43           | 34.838             | 12        |
| 24 | Hai Bà Trưng | Hà Nội                | 1961          | 304.101        | 10,26           | 29.639             | 15        |
| 25 | Hà Đông      | Hà Nội                | 2009          | 382.637        | 49,64           | 7.708              | 15        |
| 26 | Hải An       | Hải Phòng             | 2002          | 144.256        | 97,64           | 1.477              | 8         |
| 27 | Hải Châu     | Đà Nẵng               | 1997          | 201.522        | 23,00           | 8.762              | 9         |
| 28 | Hoàn Kiếm    | Hà Nội                | 1961          | 141.687        | 5,35            | 26.484             | 18        |
| 29 | Hoàng Mai    | Hà Nội                | 2003          | 540.732        | 40,19           | 13.454             | 14        |
| 30 | Hồng Bàng    | Hải Phòng             | 1961          | 177.820        | 39,77           | 4.471              | 10        |
| 31 | Kiến An      | Hải Phòng             | 1994          | 113.076        | 29,60           | 3.816              | 7         |
| 32 | Lê Chân      | Hải Phòng             | 1961          | 261.854        | 12,00           | 22.004             | 7         |
| 33 | Liên Chiểu   | Đà Nẵng               | 1997          | 166.832        | 80,96           | 2.061              | 5         |
| 34 | Long Biên    | Hà Nội                | 2003          | 337.982        | 60,09           | 5.625              | 13        |
| 35 | Nam Từ Liêm  | Hà Nội                | 2013          | 282.444        | 32,17           | 8.780              | 10        |
| 36 | Ngô Quyền    | Hải Phòng             | 1961          | 186.683        | 11,00           | 16.477             | 8         |
| 37 | Ngũ Hành Sơn | Đà Nẵng               | 1997          | 90.352         | 37,00           | 2.442              | 4         |
| 38 | Ninh Kiều    | Cần Thơ               | 2004          | 280.494        | 29,22           | 9.599              | 8         |
| 39 | Ô Môn        | Cần Thơ               | 2004          | 128.677        | 125,40          | 1.026              | 7         |
| 40 | Phú Nhuận    | Thành phố Hồ Chí Minh | 1976          | 163.961        | 4,88            | 33.599             | 11        |
| 41 | Phú Xuân     | Huế                   | 2025          | 203.142        | 127,05          | 1.599              | 13        |
| 42 | Sơn Trà      | Đà Nẵng               | 1997          | 157.415        | 60,00           | 2.624              | 6         |
| 43 | Tân Bình     | Thành phố Hồ Chí Minh | 1957          | 474.792        | 22,43           | 21.168             | 15        |
| 44 | Tân Phú      | Thành phố Hồ Chí Minh | 2003          | 485.348        | 15,97           | 30.391             | 11        |
| 45 | Tây Hồ       | Hà Nội                | 1995          | 167.851        | 24,38           | 6.885              | 8         |
| 46 | Thanh Khê    | Đà Nẵng               | 1997          | 236.754        | 10,50           | 22.548             | 6         |
| 47 | Thanh Xuân   | Hà Nội                | 1996          | 293.292        | 9,17            | 31.984             | 9         |
| 48 | Thốt Nốt     | Cần Thơ               | 2009          | 166.406        | 118,00          | 1.410              | 9         |
| 49 | Thuận Hóa    | Huế                   | 2025          | 297.507        | 139,41          | 2.134              | 19        |

## Thống kê
Tính đến ngày 1 tháng 1 năm 2025, Việt Nam có 49 quận.
Thành phố Hồ Chí Minh có nhiều quận nhất với 16 quận.
Thành phố Huế có ít quận nhất với 2 quận.
Quận có diện tích lớn nhất là quận Thuận Hóa (Huế) với 139,41 km².
Quận có diện tích nhỏ nhất là Quận 4 (Thành phố Hồ Chí Minh) với 4,18 km².
Quận có nhiều phường nhất là quận Thuận Hoá (Huế) với 19 phường.
Quận có ít phường nhất là quận Ngũ Hành Sơn (Đà Nẵng) với 4 phường.
Quận có dân số cao nhất là quận Bình Tân (Thành phố Hồ Chí Minh) với 784.173 người.
Quận có dân số thấp nhất là quận Đồ Sơn (Hải Phòng) với 49.029 người.

## Lịch sử

### Quận thời Việt Nam Cộng hòa tại miền Nam Việt Nam
Trước năm 1975, tất cả các đơn vị hành chính cấp hai ở miền Nam Việt Nam (từ phía nam sông Bến Hải trở vào) đều được gọi là quận, không phân biệt là thành thị hay nông thôn. Dưới ngay cấp quận đều là xã (trừ Sài Gòn là đặc khu thủ đô), ví dụ xã Long Châu, quận Châu Thành, tỉnh Vĩnh Long là khu vực trung tâm của thành phố Vĩnh Long bây giờ.

### Quận của Cộng hòa xã hội chủ nghĩa Việt Nam
Các đơn vị hành chính ở miền Nam (từ tỉnh Quảng Trị, trừ huyện Vĩnh Linh, xuống phía nam) được tổ chức lại, quận chỉ còn được dùng cho một số đơn vị hành chính đô thị ở thành phố Hồ Chí Minh, các "quận" còn lại ở các tỉnh đều chuyển thành huyện.
Đến năm 1976, cả nước có 3 thành phố trực thuộc trung ương là Hà Nội, Hải Phòng và thành phố Hồ Chí Minh. Trong đó:
- Thành phố Hà Nội có có 4 khu phố (tương đương với các quận ở thành phố Hồ Chí Minh): Ba Đình, Đống Đa, Hai Bà Trưng, Hoàn Kiếm.
- Thành phố Hải Phòng có 3 khu phố: Hồng Bàng, Lê Chân, Ngô Quyền.
- Thành phố Hồ Chí Minh có 12 quận: Quận 1, Quận 3, Quận 4, Quận 5, Quận 6, Quận 8, Quận 10, Quận 11, Bình Thạnh, Gò Vấp, Phú Nhuận, Tân Bình.

Ngày 3 tháng 1 năm 1981, thống nhất tên gọi cho các đơn vị hành chính trong cả nước, các đơn vị hành chính cấp huyện ở nội thành của các thành phố trực thuộc trung ương đều gọi là quận, các khu phố thuộc thành phố Hà Nội và thành phố Hải Phòng đều chuyển thành các quận. Thành phố Hà Nội có 4 quận: Ba Đình, Đống Đa, Hai Bà Trưng, Hoàn Kiếm và thành phố Hải Phòng có 3 quận: Hồng Bàng, Lê Chân, Ngô Quyền.
Từ năm 1981 đến năm 1994, cả nước có 19 quận thuộc 3 thành phố trực thuộc trung ương.
Ngày 29 tháng 8 năm 1994, Chính phủ ban hành Nghị định số 100-CP thành lập quận Kiến An thuộc thành phố Hải Phòng trên cơ sở toàn bộ diện tích và dân số của thị xã Kiến An.
Ngày 28 tháng 10 năm 1995, Chính phủ ban hành Nghị định số 69-CP thành lập quận Tây Hồ thuộc thành phố Hà Nội trên cơ sở một phần diện tích và dân số của quận Ba Đình và huyện Từ Liêm.
Ngày 29 tháng 11 năm 1996, Chính phủ ban hành Nghị định số 74-CP thành lập quận Thanh Xuân thuộc thành phố Hà Nội trên cơ sở một phần diện tích và dân số của quận Đống Đa và hai huyện Từ Liêm, Thanh Trì; thành lập quận Cầu Giấy trên cơ sở một phần diện tích và dân số của huyện Từ Liêm.
Ngày 6 tháng 1 năm 1997, Chính phủ ban hành Nghị định số 3-CP thành lập một số quận thuộc thành phố Hồ Chí Minh. Theo đó, chia huyện Thủ Đức thành ba quận: Quận 2, Quận 9 và Thủ Đức; thành lập Quận 7 trên cơ sở một phần diện tích và dân số của huyện Nhà Bè; thành lập Quận 12 trên cơ sở một phần diện tích và dân số của huyện Hóc Môn.
Ngày 23 tháng 1 năm 1997, sau khi thành phố Đà Nẵng trực thuộc trung ương được thành lập, Chính phủ ban hành Nghị định số 07/NĐ-CP thành lập ba quận Hải Châu, Sơn Trà, Thanh Khê trên cơ sở một phần diện tích và dân số của thành phố Đà Nẵng cũ; thành lập quận Ngũ Hành Sơn trên cơ sở một phần của huyện Hòa Vang và phần còn lại của thành phố Đà Nẵng cũ; thành lập quận Liên Chiểu trên cơ sở một phần diện tích và dân số của huyện Hòa Vang.
Ngày 20 tháng 12 năm 2002, Chính phủ ban hành Nghị định số 106/NĐ-CP thành lập quận Hải An thuộc thành phố Hải Phòng trên cơ sở một phần diện tích và dân số của huyện An Hải cũ và quận Ngô Quyền.
Ngày 5 tháng 11 năm 2003, Chính phủ ban hành Nghị định số 130/NĐ-CP thành lập quận Bình Tân thuộc thành phố Hồ Chí Minh trên cơ sở một phần diện tích và dân số của huyện Bình Chánh; thành lập quận Tân Phú trên cơ sở một phần diện tích và dân số của quận Tân Bình.
Ngày 6 tháng 11 năm 2003, Chính phủ ban hành Nghị định số 132/NĐ-CP thành lập quận Long Biên thuộc thành phố Hà Nội trên cơ sở một phần diện tích và dân số của huyện Gia Lâm; thành lập quận Hoàng Mai trên cơ sở một phần diện tích và dân số của huyện Thanh Trì và quận Hai Bà Trưng.
Ngày 2 tháng 1 năm 2004, sau khi thành phố Cần Thơ trực thuộc trung ương được thành lập, Chính phủ ban hành Nghị định số 05/NĐ-CP thành lập hai quận Ninh Kiều và Bình Thủy trên cơ sở một phần diện tích và dân số của thành phố Cần Thơ cũ; thành lập quận Cái Răng trên cơ sở một phần diện tích và dân số của thành phố Cần Thơ cũ và một phần của hai huyện Châu Thành, Châu Thành A được điều chỉnh vào thành phố Cần Thơ trực thuộc trung ương; thành lập quận Ô Môn trên cơ sở một phần diện tích và dân số của huyện Ô Môn cũ.
Ngày 5 tháng 8 năm 2005, Chính phủ ban hành Nghị định số 102/NĐ-CP thành lập quận Cẩm Lệ thuộc thành phố Đà Nẵng trên cơ sở một phần diện tích và dân số của quận Hải Châu và huyện Hòa Vang.
Ngày 12 tháng 9 năm 2007, Chính phủ ban hành Nghị định số 145/NĐ-CP thành lập quận Dương Kinh thuộc thành phố Hải Phòng trên cơ sở một phần diện tích và dân số của huyện Kiến Thụy; thành lập quận Đồ Sơn trên cơ sở toàn bộ diện tích và dân số của thị xã Đồ Sơn cùng một phần diện tích và dân số của huyện Kiến Thụy.
Ngày 23 tháng 12 năm 2008, Chính phủ ban hành Nghị định số 12/NĐ-CP thành lập quận Thốt Nốt thuộc thành phố Cần Thơ trên cơ sở toàn bộ diện tích và dân số của huyện Thốt Nốt.
Ngày 8 tháng 5 năm 2009, sau khi thành phố Hà Nội được mở rộng, Chính phủ ban hành Nghị quyết số 19/NQ-CP thành lập quận Hà Đông thuộc thành phố Hà Nội trên cơ sở toàn bộ diện tích và dân số của thành phố Hà Đông vừa được sáp nhập vào thành phố Hà Nội.
Ngày 27 tháng 12 năm 2013, Chính phủ ban hành Nghị quyết số 132/NQ-CP chia huyện Từ Liêm thuộc thành phố Hà Nội thành hai quận Bắc Từ Liêm và Nam Từ Liêm.
Ngày 9 tháng 12 năm 2020, Ủy ban Thường vụ Quốc hội ban hành Nghị quyết số 1111/NQ-UBTVQH14 sáp nhập Quận 2, Quận 9 và quận Thủ Đức thuộc Thành phố Hồ Chí Minh để thành lập thành phố Thủ Đức.
Ngày 24 tháng 10 năm 2024, Ủy ban Thường vụ Quốc hội tán thành Nghị quyết số 1232/NQ-UBTVQH15 về việc sắp xếp các đơn vị hành chính cấp huyện, cấp xã của thành phố Hải Phòng giai đoạn 2023 - 2025. Theo đó, thành lập quận An Dương trên cơ sở toàn bộ huyện An Dương sau khi điều chỉnh một phần về quận Hồng Bàng.
Ngày 30 tháng 11 năm  2024, Ủy ban Thường vụ Quốc hội ban hành Nghị quyết số 1314/NQ-UBTVQH15 về việc sắp xếp các đơn vị hành chính cấp huyện, cấp xã của thành phố Huế giai đoạn 2023 - 2025. Theo đó, sau khi thành lập thành phố Huế trực thuộc trung ương, thành lập quận Thuận Hóa và quận Phú Xuân trên cơ sở toàn bộ thành phố Huế trực thuộc tỉnh.
Cả nước có 49 quận như hiện nay.

## Danh sách các quận không còn tồn tại trước ngày 1 tháng 7 năm 2025
Lưu ý: Danh sách chỉ liệt kê các đơn vị hành chính sau năm 1975
| STT | Tên quận | Trực thuộc            | Năm thành lập | Năm giải thể | Lý do giải thể                                              |
| --- | -------- | --------------------- | ------------- | ------------ | ----------------------------------------------------------- |
| 1   | Quận 2   | Thành phố Hồ Chí Minh | 1997          | 2021         | sáp nhập với Quận 9 và quận Thủ Đức thành thành phố Thủ Đức |
| 2   | Quận 9   | Thành phố Hồ Chí Minh | 1997          | 2021         | sáp nhập với Quận 2 và quận Thủ Đức thành thành phố Thủ Đức |
| 3   | Thủ Đức  | Thành phố Hồ Chí Minh | 1997          | 2021         | sáp nhập với Quận 2 và Quận 9 thành thành phố Thủ Đức       |